# یوهانا
یوهانا (به ایسلندی: Yohanna) (متولد ۱۶ اکتبر ۱۹۹۰ در کپنهاگ) با نام اصلی یوهانا گوذرون یونسدوتیر (به ایسلندی: Jóhanna Guðrún Jónsdóttir) یک خواننده اهل ایسلند است که در مسابقه آواز یوروویژن ۲۰۰۹ در مسکو, روسیه به نمایندگی ایسلند شرکت کرد و با ترانه «?Is it true» به مقام دوم دست یافت.